# Phobetes leptocerus
Phobetes leptocerus är en stekelart som först beskrevs av Johann Ludwig Christian Gravenhorst 1820.  Phobetes leptocerus ingår i släktet Phobetes och familjen brokparasitsteklar. Arten är reproducerande i Sverige.

## Underarter
Arten delas in i följande underarter:
- P. l. erythrogaster
- P. l. rugulosus